# Vince Young
Pour les articles homonymes, voir Young.
College Football Hall of Fame 2019
(en) Statistiques sur pro-football-reference
Vincent Paul Young, Jr., dit Vince Young, (né le 18 mai 1983 à Houston au Texas) est un joueur professionnel américain de football américain qui évoluait au poste de quarterback. Il a joué six saisons dans la National Football League (NFL) pour les Titans du Tennessee (2006 à 2010) et les Eagles de Philadelphie (2011).

## Biographie

### Carrière universitaire
Young se distingue sous les couleurs des Longhorns de l'université du Texas à Austin, avec lesquels il décroche lors de la saison 2005 le titre national en remportant le Rose Bowl 2006. Il est nommé meilleur joueur de l'année 2005 par le College Football News se basant sur ses statistiques.
Très talentueux, il décroche plusieurs récompenses en 2005 tels que le Maxwell Award, le Davey O'Brien National Quarterback Award et, au terme de la saison 2006, le Manning Award et le titre de meilleur joueur du Rose Bowl, avec un gain total de 467 yards (200 par la course et 267 par la passe).
L'université du Texas décide le 30 août 2008 de retirer le numéro 10 de l'équipe en son honneur,. Il est intronisé au College Football Hall of Fame en 2019.

### Carrière professionnelle
Remarqué pour ses performances universitaires à son poste, Young est sélectionné en troisième position par la franchise des Titans du Tennessee lors de la draft 2006 de la NFL, derrière Mario Williams et Reggie Bush, et est le premier quarterback sélectionné cette année-là.
Entré en jeu dans l'équipe des Titans pour le quatrième match de la saison, après 3 défaites concédées par le quarterback titulaire Billy Volek, il remporte comme titulaire 8 des 13 matchs restants. Malgré ses imprécisions en tant que passeur, il compense cela en étant également capable de gagner des yards à la course. Il participe au Pro Bowl en tant que 3e quarterback pour l'équipe AFC après la blessure d'un des quarterbacks sélectionnés. À l'issue de sa première saison professionnelle, il est nommé comme meilleur débutant offensif de la saison.
En 2007, il fait la couverture du jeu Madden NFL 08. Malgré de faibles statistiques en apparence, avec 9 touchdowns à la passe contre 17 interceptions, il aide les Titans à se qualifier aux éliminatoires grâce à un bilan de 10 victoires et 6 défaites.
En 2008, Young se blesse au genou au cours du premier match du calendrier contre les Jaguars de Jacksonville et est remplacé par le vétéran Kerry Collins. Malgré son retour de blessure, Collins est maintenu titulaire par l'entraîneur principal Jeff Fisher et Young devient remplaçant pour le restant de la saison.
La saison suivante, Jeff Fisher préfère Collins à Young pour le poste de quarterback titulaire. Young redevient titulaire après que son équipe ait perdu les six premiers matchs du calendrier. Il remporte 8 des 10 matchs restants, mais son équipe échoue de se qualifier aux éliminatoires. Il est sélectionné pour la deuxième fois au Pro Bowl pour remplacer un quarterback sélectionné blessé et est nommé revenant de l'année de la ligue à l'issue de la saison.
Après une autre saison écourtée par les blessures, il est libéré par les Titans le 28 juillet 2011.
Il signe le lendemain aux Eagles de Philadelphie pour la saison 2011. Il remplace Michael Vick, blessé, au cours de 6 rencontres, mais ne brille pas. Il inscrit quatre touchdowns à la passe contre neuf interceptions. Son contrat n'est ainsi pas renouvelé à l'issue de la saison.
En 2012, il signe avec les Bills de Buffalo. Il ne parvient pas à intégrer l'effectif principal des Bills et est libéré le 27 août 2012, avant le début de la saison régulière. 
Il rejoint le 6 août 2013 les Packers de Green Bay, mais n'est pas conservé au sein de leur effectif final pour le début de la saison 2013 le 31 août. Il signe le 1er mai 2014 un contrat d'un an avec les Browns de Cleveland, mais est libéré moins de deux semaines plus tard, le 12 mai. Il n'est plus signé par une équipe de la NFL par la suite.
Début février 2017, les Roughriders de la Saskatchewan de la Ligue canadienne de football (LCF) débutent des négociations avec Young et le 9 mars, la franchise annonce sa mise sous contrat. Le 6 juin, lors du camp d'entraînement, il se blesse à l'épaule. Le 12 juin, la franchise annonce que cette blessure lui fera manquer 4 à 6 semaines d'activité et cinq jours plus tard, il est libéré par la franchise, sans y avoir joué le moindre match. Il n'a pas rejoué au niveau professionnel depuis.

## Statistiques

### Universitaires
| Année                   | Équipe                  | Statut                  | MJ |         | Passes   | Passes | Passes | Passes | Passes | Passes | Passes  |       | Courses | Courses | Courses | Courses |
| Année                   | Équipe                  | Statut                  | MJ | Tentées | Réussies | Pct.   | Yards  | TD     | Int.   | Éval.  | Tentées | Yards | Moy.    | TD      |         |         |
| 2003                    | Longhorns du Texas      | Fr                      | 12 | 143     | 84       | 58,7   | 1 155  | 6      | 7      | 130,6  | 135     | 998   | 7,4     | 11      |         |         |
| 2004                    | Longhorns du Texas      | So                      | 12 | 250     | 148      | 59,2   | 1 849  | 12     | 11     | 128,4  | 167     | 1 079 | 6,5     | 14      |         |         |
| 2003                    | Longhorns du Texas      | Jr.                     | 13 | 325     | 212      | 65,2   | 3 036  | 26     | 10     | 163,9  | 155     | 1 050 | 6,8     | 12      |         |         |
| Totaux en carrière NCAA | Totaux en carrière NCAA | Totaux en carrière NCAA | 37 | 718     | 444      | 61,8   | 6 040  | 44     | 28     | 114,9  | 457     | 3 127 | 6,8     | 37      |         |         |

### Professionnelles
| Année              | Équipe                 | MJ |         | Passes   | Passes | Passes | Passes | Passes | Passes | Passes  |       | Courses | Courses | Courses | Courses |     | Sacks  | Sacks |  | Fumbles | Fumbles |
| Année              | Équipe                 | MJ | Tentées | Réussies | Pct.   | Yards  | TD     | Int.   | Éval.  | Tentées | Yards | Moy.    | TD      | Nb.     | Yards   | Nb. | Perdus |       |  |         |         |
| 2006               | Titans du Tennessee    | 15 | 357     | 184      | 51,5   | 2 199  | 12     | 13     | 66,7   | 83      | 552   | 6,7     | 7       | 25      | 129     | 12  | 4      |       |  |         |         |
| 2007               | Titans du Tennessee    | 15 | 382     | 238      | 62,3   | 2 546  | 9      | 17     | 71,1   | 93      | 395   | 4,2     | 3       | 25      | 157     | 10  | 7      |       |  |         |         |
| 2008               | Titans du Tennessee    | 3  | 36      | 22       | 61,1   | 219    | 1      | 2      | 64,5   | 8       | 27    | 3,4     | 0       | 3       | 13      | 2   | 1      |       |  |         |         |
| 2009               | Titans du Tennessee    | 12 | 259     | 152      | 58,7   | 1 879  | 10     | 7      | 82,8   | 55      | 281   | 5,1     | 2       | 9       | 36      | 8   | 4      |       |  |         |         |
| 2010               | Titans du Tennessee    | 9  | 156     | 93       | 59,6   | 1 255  | 10     | 3      | 98,6   | 25      | 125   | 5,0     | 0       | 13      | 80      | 6   | 1      |       |  |         |         |
| 2011               | Eagles de Philadelphie | 6  | 114     | 66       | 57,9   | 866    | 4      | 9      | 60,8   | 18      | 79    | 4,4     | 0       | 8       | 34      | 2   | 2      |       |  |         |         |
| Totaux en carrière | Totaux en carrière     | 60 | 1 304   | 755      | 57,9   | 8 964  | 46     | 51     | 74,4   | 282     | 1 459 | 5,2     | 12      | 83      | 449     | 40  | 19     |       |  |         |         |

| Année              | Équipe              | MJ |         | Passes   | Passes | Passes | Passes | Passes | Passes | Passes  |       | Courses | Courses | Courses | Courses |     | Sacks  | Sacks |  | Fumbles | Fumbles |
| Année              | Équipe              | MJ | Tentées | Réussies | Pct.   | Yards  | TD     | Int.   | Éval.  | Tentées | Yards | Moy.    | TD      | Nb.     | Yards   | Nb. | Perdus |       |  |         |         |
| 2007               | Titans du Tennessee | 1  | 29      | 16       | 55,2   | 138    | 0      | 1      | 53,5   | 2       | 12    | 6,0     | 0       | 3       | 9       | 0   | 0      |       |  |         |         |
| Totaux en carrière | Totaux en carrière  | 1  | 29      | 16       | 55,2   | 138    | 0      | 1      | 53,5   | 2       | 12    | 6,0     | 0       | 3       | 9       | 0   | 0      |       |  |         |         |